# Gabriel Espírito Santo
Gabriel Augusto do Espírito Santo GCTE • GCA • GOMM (Bragança, 8 de outubro de 1935 – 17 de outubro de 2014) foi um professor e general do Exército Português.

## Biografia
Esteve colocado em Moçambique e em Angola durante a Guerra Colonial Portuguesa.
Exerceu funções de Comando, de Instrução e de Ensino, tendo desempenhado, como General do Exército, os cargos de Representante Militar Permanente de Portugal no Comité Militar da NATO e de Quartel-Mestre do Exército.
Foi Professor no Instituto de Altos Estudos Militares, Assessor de Estudos no Colégio da Defesa da NATO em Roma, Professor Convidado da Universidade Católica Portuguesa em Lisboa e Presidente da Direção da Revista Militar.
Em Junho de 1995 foi escolhido para desempenhar as funções de Vice-Chefe do Estado-Maior do Exército e em Abril de 1997, então com 61 anos, foi empossado Chefe do Estado-Maior do Exército (CEME). Posteriormente, entre 17 de Março de 1998 e 8 de Agosto de 2000, foi o 15.º Chefe do Estado-Maior-General das Forças Armadas de Portugal.
Cumpriu 48 anos de serviço e estava na situação de reforma desde Outubro de 2000.

### Obras[2]
Foi autor de vários livros, como: 
- Da arte da guerra à arte militar
- A Grande Estratégia de Portugal na Restauração 1640-1668
- Montes Claros: 1665: a vitória decisiva

### Condecorações[3][4]
- Grã-Cruz do Mérito com Estrela e Banda da Ordem do Mérito da República Federal da Alemanha Ocidental (30 de Junho de 1978)
- Comendador da Ordem Nacional do Cruzeiro do Sul do Brasil (27 de Julho de 1979)
- Excelentíssimo Senhor Grã-Cruz com Distintivo Branco da Ordem do Mérito Militar de Espanha (27 de Julho de 1979)
- Comendador da Ordem Militar de São Bento de Avis de Portugal (22 de Junho de 1982)[nota 1]
- Grande-Oficial da Ordem do Mérito Militar do Brasil (4 de Fevereiro de 1998)[5] pelo presidente Fernando Henrique Cardoso[nota 2]
- Comendador da Legião do Mérito dos Estados Unidos da América (12 de Março de 1999) pelo Presidente Bill Clinton
- Grã-Cruz da Ordem Militar de São Bento de Avis de Portugal (2 de Maio de 2000)
- Grã-Cruz da Antiga e Muito Nobre Ordem Militar da Torre e Espada, do Valor, Lealdade e Mérito de Portugal (3 de Agosto de 2000)
- Grã-Cruz da Ordem do Mérito da Polónia (6 de Outubro de 2000)
- Comendador da Ordem Nacional da Legião de Honra de França (27 de Junho de 2002)